# AVтограф
«AVтограф» — кременчуцька україномовна рекламно-інформаційна газета. Тижневик, виходить кожний четвер.. Наклад: 11 000 примірників. Розповсюджується газета: 40% передплатою, інше — уроздріб .

## Історія
Засновано газету було Асоціацією гуманітарно-інформаційних технологій у грудні 2000 року..

## Редакція
- Головний редактор: Роман Кацай
- Випускаючий редактор: Володимир Ейсмонт
- Літературний редактор: Олена Ніколаєнко

## Зміст
Виходить газета на 16 аркушах, включаючи програму телепередач формату А3..